# Мельци д’Эриль, Франческо
Франческо Мельци д’Эриль, граф Маджента, герцог Лоди (6 марта 1753, Милан — 16 января 1816, Милан) — итальянский политик и патриот, занимавший должность вице-президента наполеоновской Итальянской Республики (1802—1805). Он был последовательным сторонником рисорджименто, движения, которое привело к объединению Италии вскоре после его смерти. Создатель виллы Мельци на берегу озера Комо.

## Биография

### Детство и образование
Родился в семье миланца Гаспара Мельци, 7-го графа Мадженты и испанки Марии Терезы д’Эриль, дочери и наследницы 7-го графа Эриль. Несмотря на то, что семья Мельци принадлежала к верхушке миланской аристократии, её положение находилось под угрозой. Это происходило главным образом из-за дедушки Франческо, Франческо Саверио Мельци, который вместе с испанцами участвовал в войне за австрийское наследство, и, таким образом, впал в немилость, когда императрица Мария Терезия восстановила контроль над своими владениями в Ломбардии. Вследствие этого воспитанием Франческо Мельци занимался его дядя.
Дядя Франческо отправил его учиться у миланских иезуитов — сначала в Collegio dei Nobili в Брере, а затем в Палатинской школе. В этой школе Франческо встретился с учёным Руджером Иосипом Бошковичем, который впоследствии стал одним из его лучших друзей. В 1773 году, в результате реформ, проводимых под влиянием Просвещения императором Иосифом II, религиозные школы утратили право присваивать учёные степени, поэтому Франческо так и не получил диплом.

### Начало политической деятельности
Несмотря на положение его семьи, Мельци д’Эриль имел возможность посещать избранные миланские круги, где он встречался с выдающимися мыслителями Ломбардии, такими как Пьетро Верри, Чезаре Беккария, Джузеппе Парини и Ипполито Пиндемонте. У него также была возможность путешествовать за границей, где он узнал о формирующихся под влиянием Просвещения европейских политических системах, а также об английской парламентской системе. Под влиянием увиденного он стал сторонником либерализма и сочувствовал Французской революции, хотя позже это сочувствие было несколько нивелировано неодобрением радикальных, антирелигиозных событий, вызванных революцией. Он также полностью принял идею итальянского объединения.

### Наполеоновская Италия
Отношение Мельци д’Эриля к Наполеону было таким же смешанным, как и отношение к Французской революции. Когда Наполеон начал свою итальянскую кампанию и вошёл в Милан, Мельци д’Эриль поначалу поддержал новую власть, приняв участие в правительстве Цизальпинской республики. Позже, когда он понял, что Наполеон не заинтересован в единстве Италии, Мельци д’Эриль ушёл в отставку и в конце концов уехал за границу.
После битвы при Маренго в 1800 году Мельци был приглашён во Францию для участия в разработке нового политического порядка в Италии. Когда была основана Итальянская республика с Наполеоном в качестве главы государства, Мельци д’Эриль был назначен вице-президентом. В течение трёх лет существования республики Мельци д’Эриль во многом способствовал её развитию, а также обновлению города Милана, который был выбран столицей нового королевства. Тем не менее, когда в 1805 году было провозглашено создание королевства Италия, Наполеон выбрал в качестве своего губернатора Эжена де Богарне, а Мельци д’Эриль каким-то образом был отстранён от нового правительства. В качестве своего рода компенсации он получил почётный (безземельный) титул герцога Лоди. После этого он ушёл в отставку, но остался убеждённым сторонником автономии Италии и откровенным критиком наполеоновского правления.

### Поздние годы
В 1815 году Милан попал под австрийское правление. Мельци д’Эриль был осторожен в своих отношениях с Австрийской империей, избегая прямой конфронтации, но также отказываясь сотрудничать с новым правительством. Примечательно, например, что в 1815 году он отказался приветствовать австрийского эмиссара генерала Аннибале Соммарива, которого послали с дипломатической миссией встретиться с Мельци в его доме в Белладжо.
Мельци д’Эриль умер 16 января 1816 года в возрасте 63 лет в своем миланском дворце (палаццо Мельци д'Эриль), когда австрийский император посещал город. Газета не сообщала о его смерти, опасаясь, что эта новость может вызвать волнения в Милане, пока там находился император. В день его смерти его дом был опечатан полицией, а его документы были впоследствии конфискованы и доставлены в Вену.
Похороны были отложены до 28 марта, но они прошли торжественно и с участием большого количества народа. Его тело было похоронено в мавзолее виллы Мельци, спроектированном Альбертолли.